# Tatjana Wladimirowna Kotowa

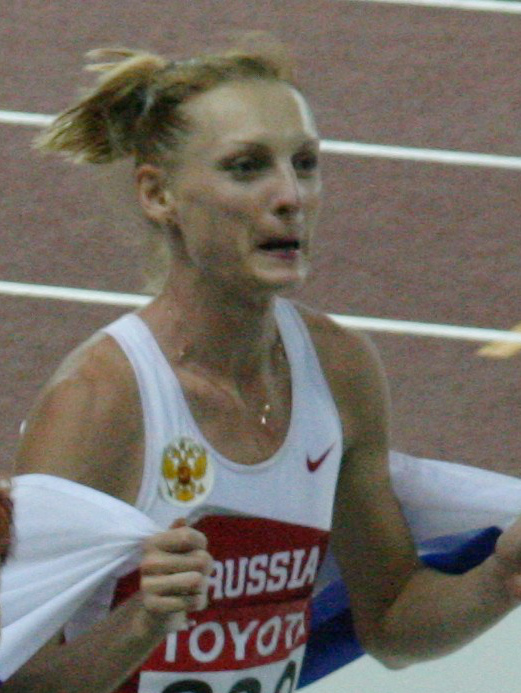
Tatjana Kotowa bei den Weltmeisterschaften 2007

Tatjana Wladimirowna Kotowa (russisch Татьяна Владимировна Котова, engl. Transkription Tatyana Vladimirovna Kotova; * 11. Dezember 1976 in Kokand) ist eine ehemalige russische Weitspringerin. Sie war Europameisterin 2002 und dreimal Hallenweltmeisterin.

## Karriere
1999 gewann sie bei den Hallenweltmeisterschaften in Maebashi Gold mit 6,68 m, schied aber bei den Weltmeisterschaften in Sevilla in der Qualifikation aus.
Bei den Olympischen Spielen 2000 in Sydney belegte Kotowa mit 6,83 m den vierten Platz. Im Oktober 2007 gab die Drittplatzierte, die US-Amerikanerin Marion Jones ihre Bronzemedaille an das IOC zurück. Die Bronzemedaille wurde vom IOC im Dezember 2009 Tatjana Kotowa zuerkannt.
Bei den Hallenweltmeisterschaften 2001 in Lissabon holte sie Silber mit 6,98 m. Am 23. Juni 2002 siegte sie mit persönlichen Bestleistung beim Europacup in Annecy und sie kam sogar mit 7,42 m dem Weltrekord sehr nahe. In ähnliche Leistungsbereiche stieß sie allerdings nie mehr vor. Im selben Jahr errang sie Gold bei de Europameisterschaften in München mit 6,85 m.
Auch bei den nächsten internationalen Großereignissen belegte sie konstant Treppchenplätze: Silber bei den Weltmeisterschaften 2001 in Edmonton, bei den Hallenweltmeisterschaften 2003 in Birmingham (6,84 m), den Weltmeisterschaften 2003 in Paris/Saint-Denis (6,74 m) und den Hallenweltmeisterschaften 2004 in Budapest (6,93 m), Bronze bei den Olympischen Spielen 2004 in Athen (7,05 m) und Bronze bei den Weltmeisterschaften 2007 in Osaka (6,90 m).
Damit stand Kotowa – unterbrochen von ihrer zweijährigen Dopingsperre – von 2000 bis 2007 bei zehn internationalen Großereignissen auf dem Siegerpodest. Bei den Olympischen Spielen 2008 und den Europameisterschaften 2010 erreichte sie jedoch nicht das Finale. Nachdem sie sich nicht für die Olympischen Spiele 2012 qualifizieren konnte, trat sie zurück.
Tatjana Kotowa ist 1,78 m groß und wog zu Wettkampfzeiten 57 kg.

## Doping
2013 wurde sie suspendiert und ein Verfahren gegen sie eingeleitet, nachdem ein nachträglich durchgeführter Dopingtest einer Probe Kotowas von den Weltmeisterschaften 2005 positiv war. Sie wurde für zwei Jahre gesperrt und alle Ergebnisse vom 10. August 2005 bis zum 9. August 2007 wurden annulliert.

## Leistungsentwicklung
| Jahr | Weitsprung (in m) |
| ---- | ----------------- |
| 1994 | 6,32 (+0,9 m/s)   |
| 1995 | 6,32 (0 m/s)      |
| 1996 | 6,65 (−0,1 m/s)   |
| 1997 | 6,76 (+0,9 m/s)   |
| 1998 | 6,82 (−2,2 m/s)   |
| 1999 | 6,99 (+1,8 m/s)   |
| 2000 | 7,04 (+0,3 m/s)   |
| 2001 | 7,12 (+0,5 m/s)   |
| 2002 | 7,42 (+2,0 m/s)   |
| 2003 | 6,94 (+1,2 m/s)   |
| 2004 | 7,05 (+1,8 m/s)   |
| 2007 | 6,90 (+1,0 m/s)   |